# Hinkelstein bei Thomm

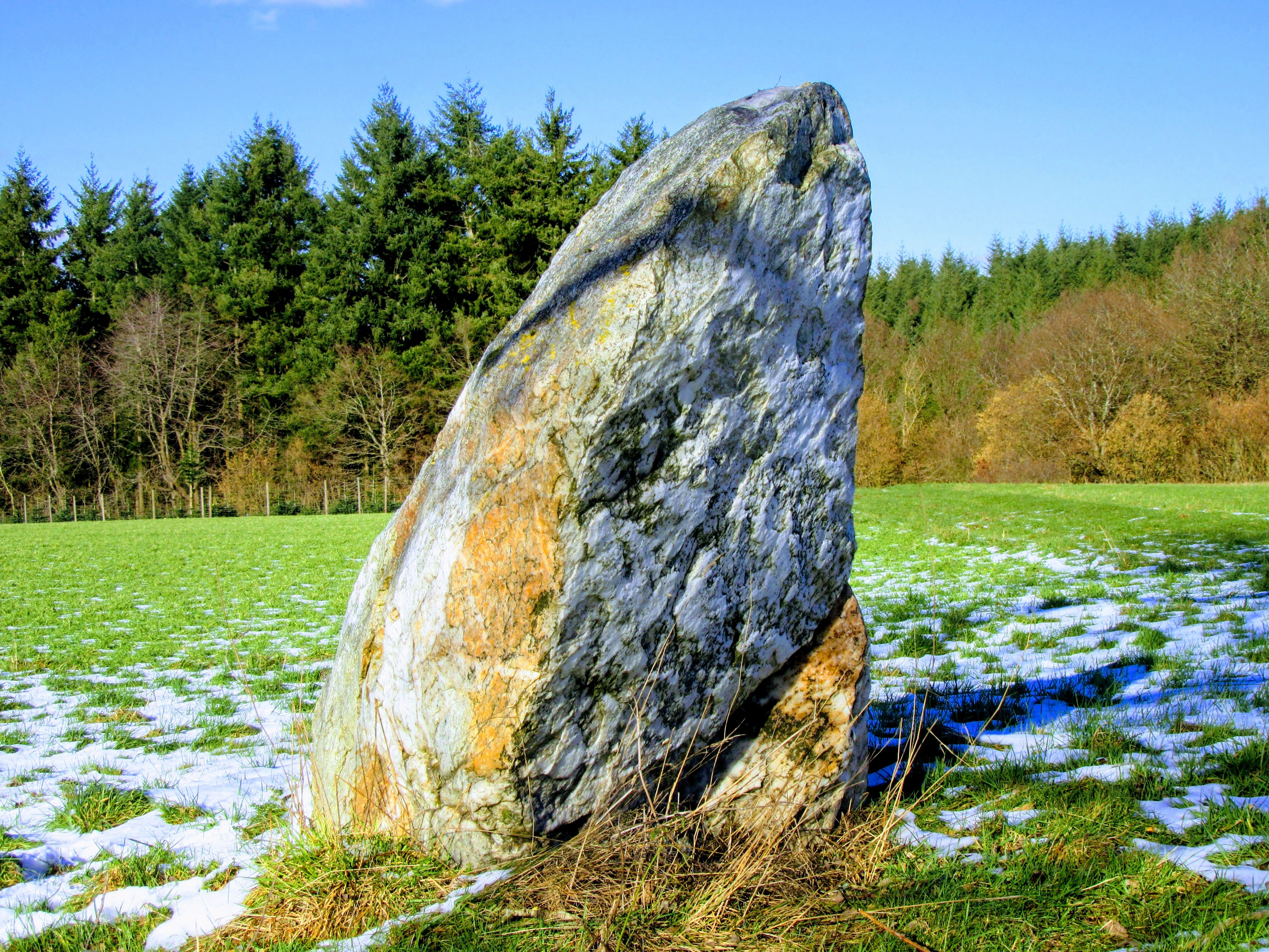
Menhir bei Thomm

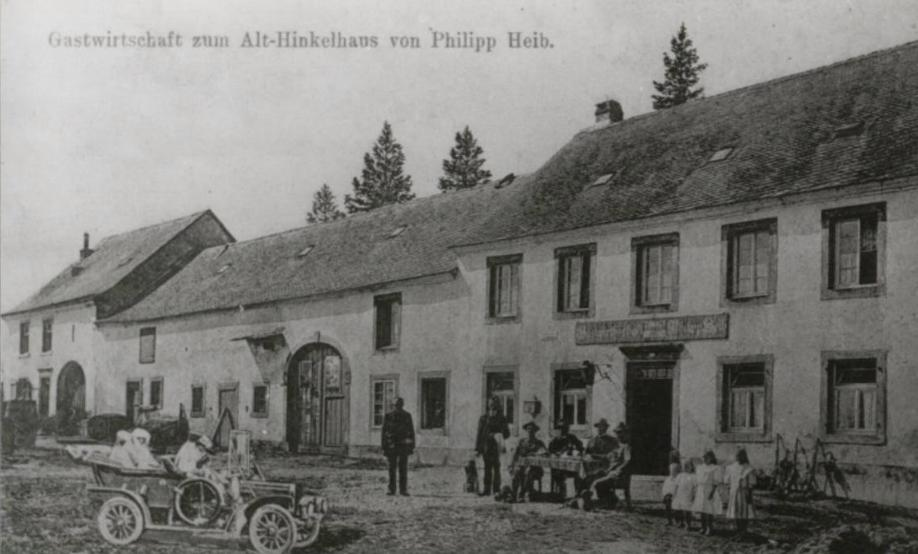
Althinkelhaus um 1910

Der Hinkelstein auf der Gemarkungsgrenze zwischen Thomm und Waldrach ist ein Natur- und Kulturdenkmal im rheinland-pfälzischen Landkreis Trier-Saarburg.
Bei dem Menhir handelt es sich um einen monolithischen Quarzitblock mit einer Höhe von etwa 1,8 m, der westlich von Thomm nahe der Landesstraße 151 auf etwa 427 m ü. NN steht und dem späten Neolithikum zugerechnet wird. Ein entsprechendes Gestein steht in der Nähe nicht an, der nicht autochthone Stein muss also hierher transportiert worden sein. Der Menhir liegt auf einer geraden Verbindungslinie mit dem Stein von Beuren und dem Menhir von Farschweiler, ebenfalls im Landkreis Trier-Saarburg.
Vom Hinkelstein haben das ehemals in der Nähe gelegene Althinkelhaus an der alten Poststraße und das Neuhinkelhaus an der Landesstraße 149 ihre Namen.
Im Wappen der Gemeinde Thomm wird der Menhir durch eine silberne Spitze im unteren Schildteil symbolisiert.